# Laneuville-au-Pont
Laneuville-au-Pont ist eine französische Gemeinde mit 233 Einwohnern (Stand: 1. Januar 2022) im Département Haute-Marne in der Region Grand Est (bis 2015 Champagne-Ardenne). Sie gehört zum Arrondissement Saint-Dizier und ist Mitglied im Gemeindeverband Communauté d’agglomération du Grand Saint-Dizier, Der et Vallées. Die Bewohner werden Laneuvillois und Laneuvilloises genannt.

## Geografie
Laneuville-au-Pont liegt sieben Kilometer westsüdwestlich des Stadtzentrums von Saint-Dizier und etwa 73 Kilometer nordöstlich von Troyes am Fluss Marne und am Ostrand der Champagne sèche, der „trockenen Champagne“. Umgeben wird Laneuville-au-Pont von den Nachbargemeinden Hallignicourt im Norden, Saint-Dizier im Osten, Moëslains im Südosten, Éclaron-Braucourt-Sainte-Livière im Süden sowie Ambrières im Westen.

## Bevölkerungsentwicklung
| Jahr                       | 1962 | 1968 | 1975 | 1982 | 1990 | 1999 | 2006 | 2011 | 2018 |
| Einwohner                  | 86   | 84   | 112  | 194  | 207  | 192  | 181  | 175  | 213  |
| Quellen: Cassini und INSEE |      |      |      |      |      |      |      |      |      |

## Sehenswürdigkeiten
- Kirche Saint-Lumier, um 1720 errichtet

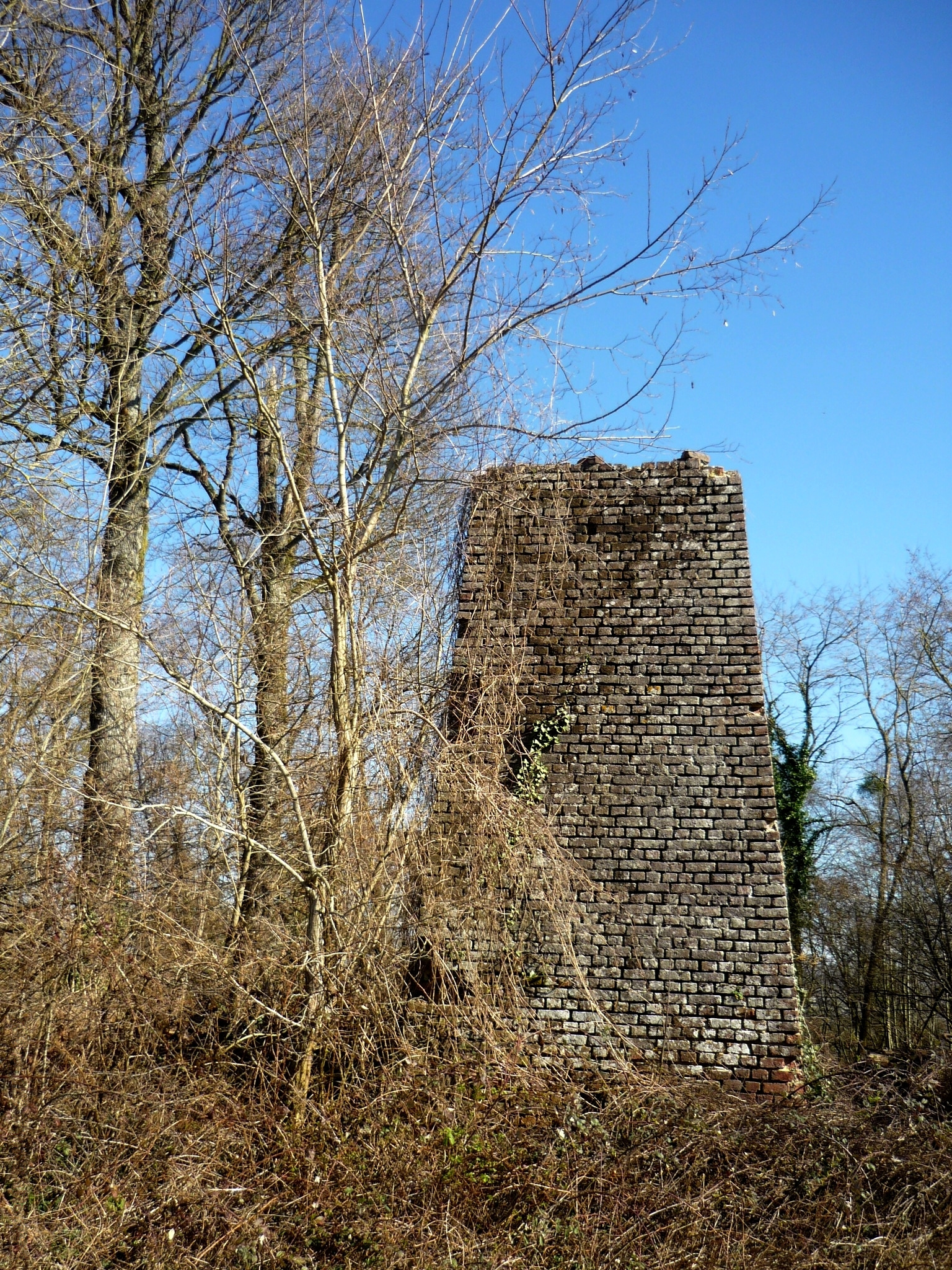
Turmruine

- Reste eines Turms

## Belege
1. ↑  Laneuville-au-Pont auf cassini.ehess.fr
2. ↑  Laneuville-au-Pont auf insee.fr